# Gare Montparnasse
Gare de Paris-Montparnasse er en af Paris' seks store banegårde, der ligger på grænsen mellem 14.- og 15. arrondissement. Herfra kan man tage tog til den syd-vestlige del af Frankrig; stationen er blandt andet udgangspunktet for TGV-Atlantique til Bordeaux, Nantes med flere. Stationen er den fjerdestørste i Paris, med omkring 50 millioner årlige rejsende.
I alt fire af Métro de Paris' linjer betjener stationen, nemlig 4, 6, 12 og 13. Men der er for langt mellem platformene for linje 4 og 12 og platformene til 6 og 13 til at være én metrostation. Mellem platformene er en lang, lufthavns-lignende korridor med et rullende fortov i midten.

## Ulykken i 1895
Gare Montparnasse blev kendt for Ulykken på Gare Montparnasse den 22. oktober 1895, da et tog mellem Granville og Paris kørte forbi afspærringerne på grund af en defekt bremse. Lokomotivet  fortsatte med at køre, og kørte gennem stationsbygningen og en 60 centimeter tyk mur, før det faldt ned på Place de Rennes, 10 meter under. Alle ombord på toget overlevede; den eneste, der omkom, var en dame på gaden nedenfor, der blev ramt af togresterne.